# Walter Kirchhoff
Walter Kirchhoff (Berlim, 17 de março de 1879 — Wiesbaden, 26 de março de 1951) foi um cantor lírico (tenor dramático) alemão.

## Carreira
Estudou com Lilli Lehmann e Eugen Robert Weiss. Estreou na Ópera Estatal de Berlim em 1906 no papel de Fausto. Era especialmente conhecido como cantor wagneriano. Segundo Walter von Stolzing, em 1913 o jornal The Times disse isto a respeito de sua apresentação em um Meistersinger no Covent Garden: "Kirchhoff dá o que muito raramente se recebe de um tenor wagneriano, uma combinação de poder vocal e personalidade masculina, o que é essencial a uma performance satisfatória." Kirchhoff cantou nos Festival de Bayreuth 1911 a 1914, quando também servia como assistente administrativo do príncipe herdeiro da Alemanha.
De 1927 a 1931, apresentou-se no Metropolitan Opera (Nova Iorque) 103 vezes. Ali impressionava o público com seus dotes artísticos, porém a voz já não fazia mais jus aos papéis de Tristão e Siegfried.